# Alexander Kolmakow (Skispringer)
Alexander Kolmakow (kasachisch Александр Колмаков; * 12. Dezember 1966) ist ein ehemaliger kasachischer Skispringer.

## Werdegang
Sein internationales Debüt gab Kolmakow, obwohl schon 27 Jahre alt mit dem Start im Rahmen des Skisprung-Continental-Cup zur Saison 1993/94. Bei den Olympischen Winterspielen 1994 in Lillehammer sprang er von der Normalschanze auf den 46. und von der Großschanze auf den 48. Platz. Fast zwei Jahre später gab er am 28. Dezember 1995 in Oberhof sein Debüt im Skisprung-Weltcup. Als 43. blieb er jedoch weit hinter der Weltspitze zurück und blieb ohne Punkterfolg. Mit der Saison 1995/96 bestritt Kolmakow seine erfolgreichste Continental-Cup-Saison, jedoch kam er auch hier nicht über Rang 91 in der Gesamtwertung hinaus.
Bei der Nordischen Skiweltmeisterschaft 1997 im norwegischen Trondheim überraschte er als 30-Jähriger mit einem guten 18. Platz von der Großschanze, nachdem er von der Normalschanze nur Rang 29 erreichte.
Bei zwei Einzelweltcups zu Beginn der Saison 1997/98 in Predazzo und Harrachov verpasste er erneut einen Sprung in die Weltspitze. Seine aktive Skisprung beendete er nach der Saison 1997/98, die er im Continental Cup noch einmal auf Rang 127 der Gesamtwertung beendete. Zuvor startete er als Teil des kasachischen Teams bei den Olympischen Winterspielen 1998 in Nagano. Nach Rang 58 von der Normal- und Rang 46 von der Großschanze erreichte er gemeinsam mit Dmitri Tschwykow, Pawel Gaiduk und Stanislaw Filimonow den 11. Platz im Teamspringen.

## Erfolge

### Grand-Prix-Platzierungen
| Saison | Platz | Punkte |
| ------ | ----- | ------ |
| 1995   | 064.  | 97     |
| 1997   | 049.  | 03     |

### Continental-Cup-Platzierungen
| Saison  | Platz | Punkte |
| ------- | ----- | ------ |
| 1993/94 | 127.  | 31     |
| 1994/95 | 127.  | 19     |
| 1995/96 | 091.  | 95     |
| 1997/98 | 127.  | 28     |